# Trymolophus mascarenhasi
Trymolophus mascarenhasi is een keversoort uit de familie klopkevers (Ptinidae). De wetenschappelijke naam van de soort werd in 1990 gepubliceerd door Francis Jeffrey Bellés.